# Мирошников, Пётр Иванович
Пётр Иванович Мирошников  — советский хозяйственный, государственный и политический деятель.

## Биография
Родился в 1930 году в селе Ново-Николаевка. Член КПСС.
Окончил Высшие строительные курсы при НИСИ.
В 1949—1952 — десятник, прораб на строительстве цементного завода в Актау Карагандинской области Казахской ССР.
В 1955—1961 — начальник строительного участка Беловского шахтостроительного управления, главный инженер Бачатского шахтостроительного управления, начальник участка Беловского шахтстройуправления, заместитель начальника отдела капитального строительства треста «Беловоуголь».
В 1961—1967 — заведующий промышленно-транспортным отделом, второй секретарь Беловского горкома КПСС.
В 1967—1977 — первый секретарь Беловского горкома КПСС.
В 1977—1978 — заведующий отделом строительства Кемеровского обкома КПСС.
В 1978—1991 — секретарь Иркутского обкома КПСС.
Делегат XXIV съезда КПСС.
Жил в Иркутске.

## Награды
- Орден Октябрьской Революции (05.03.1976)
- Орден Трудового Красного Знамени (05.04.1971)
- Орден Знак Почёта (29.06.1966)